# Yokoyama Takuji
Yokoyama Takuji (横山 卓司 Yokoyama, Takuji, sinh ngày 19 tháng 4 năm 1990 ở Fukushima) là một cầu thủ bóng đá người Nhật Bản thi đấu cho ReinMeer Aomori.

## Thống kê câu lạc bộ
Cập nhật đến ngày 23 tháng 2 năm 2017.
| Thành tích câu lạc bộ | Thành tích câu lạc bộ | Thành tích câu lạc bộ | Giải vô địch | Giải vô địch | Cúp                   | Cúp                   | Tổng cộng | Tổng cộng |
| Mùa giải              | Câu lạc bộ            | Giải vô địch          | Số trận      | Bàn thắng    | Số trận               | Bàn thắng             | Số trận   | Bàn thắng |
| Nhật Bản              | Nhật Bản              | Nhật Bản              | Giải vô địch | Giải vô địch | Cúp Hoàng đế Nhật Bản | Cúp Hoàng đế Nhật Bản | Tổng cộng | Tổng cộng |
| --------------------- | --------------------- | --------------------- | ------------ | ------------ | --------------------- | --------------------- | --------- | --------- |
| 2013                  | Grulla Morioka        | JRL (Tohoku)          | 0            | 0            | 0                     | 0                     | 0         | 0         |
| 2014                  | Grulla Morioka        | J3 League             | 9            | 0            | 0                     | 0                     | 9         | 0         |
| 2015                  | Grulla Morioka        | J3 League             | 18           | 0            | 1                     | 0                     | 19        | 0         |
| 2016                  | Grulla Morioka        | J3 League             | 0            | 0            | –                     | –                     | 0         | 0         |
| Tổng cộng sự nghiệp   | Tổng cộng sự nghiệp   | Tổng cộng sự nghiệp   | 27           | 0            | 1                     | 0                     | 28        | 0         |